# Магеланова чайка
Магелановата чайка (Anous stolidus) е вид птица от семейство Чайкови (Laridae).

## Разпространение
Магелановата чайка е тропическа морска птица със световно разпространение, вариращо от Хаваите до архипелага Туамоту и Австралия в Тихия океан, от Червено море до Сейшелските острови и Австралия в Индийския океан и в Карибите до Тристан да Куня в Атлантическия океан.